# Никольский сад
Никольский сад — сад в Санкт-Петербурге, разбитый в XVIII веке между набережной Крюкова канала, набережной канала Грибоедова, проспектом Римского-Корсакова и Никольским переулком, на Никольской площади. Сейчас это прямоугольный сад площадью 0,725 га.

## История
В 1753-1762 гг в центре парка был сооружен Никольский Морской собор, от которого парк и получил своё название.
В 1755-1758 на берегу Крюкова канала была построена четырёхъярусная колокольня со шпилем, ныне считающаяся одним из символов Санкт-Петербурга.
В 1873 г. с северной стороны Никольского участка на месте пустой площади по предложению купца О. Тупикова был разбит сквер. Позднее по желанию императора, присутствовавшего при открытии сквера, он был объединен с Никольским садом.
Планировка парка – пейзажно-регулярная. В 1874-1875 годах реконструирована.

## Монументы
За оградой Никольского собора в 1908 году был открыт гранитный обелиск в память о погибших при Цусимское сражение на броненосце „Александр III". Обелиск создан архитектором Я. И. Филатеем по эскизу морского офицера князя Н. С. Путятина. В 1973 году обелиск был отреставрирован, но при реставрации его внешний облик был изменён.
За оградой собора расположена также братская могила участников Октябрьской революции и Гражданской войны.

## Городская легенда
Купец О. Тупиков, предлагая генерал-губернатору Петербурга разбить сквер на месте прежней площади, был согласен сделать это за свои средства при условии, что получит камни, которыми была вымощена площадь. Купец получил разрешение при условии, что создаст ещё и ограду для будущего сквера.
На церемонии открытия сквера император пожелал объединить его с церковным садом Никольского собора, принадлежащем царской семье. Священнослужители были против, не желая превращать церковный участок в публичное место, но были вынуждены уступить.